# Jagdstaffel 39
La Jagdstaffel 39 (in tedesco: Königlich Preußische Jagdstaffel Nr 39, abbreviato in Jasta 39) era una squadriglia (staffel) da caccia della componente aerea del Deutsches Heer, l'esercito dell'Impero tedesco, durante la prima guerra mondiale (1914-1918).

## Storia
Originariamente creata al FEA (Fliegerersatz-Abteilung) 15 ad Hannover il 30 giugno 1917, si formò il 2 agosto 1917 al comando del Leutnant Karl August Raben, della Jasta 36, ad Ensisheim. Raben fu ferito il 17 novembre e il comando del reparto venne assunto da Leutnant Franz von Kerssenbrock che lo tenne fino alla sua morte avvenuta in azione il 3 dicembre dopo aver conseguito quattro vittorie. Il nuovo comandante fu l'Oberleutnant Josef Loeser, dalla Jasta 1, che comandò la staffel fino al 4 aprile, quando fu ferito e successivamente inviato alla Jasta 46.
Il nuovo comandante fu il Leutnant Johann Hesselink della Jasta 39, che mantenne il comando fino alla fine della guerra.
La Jasta 39 iniziò le operazioni belliche a supporto della Armee-Abteilung B il 15 agosto 1917. Il 15 settembre, la Jasta fu trasferita sul Fronte italiano dove rimase fino al marzo 1918, quando tornò in Francia, sul fronte occidentale.
Il 26 ottobre il Caproni Ca3 4062 della 6ª Squadriglia con equipaggio Cesare Baccili, Pietro Cattai, Luigi Ferippi e Eugenio Violi (tutti caduti), veniva attaccato sopra San Leonardo ed abbattuto da due piloti Tedeschi della Jasta 39, Vfw Ludwig Gaim ed Uffz Bernard Ultsch a Santa Lucia.
Il 4 febbraio 1918 viene abbattuto sul Montello (colle) da Loeser il pilota canadese Donald Gordon Mc Lean del No. 45 Squadron RAF.
In Italia, la Jasta 39, equipaggiata con Albatros D.III ed Albatros D.V, conseguì 41 vittorie, su un totale di 68 (compresi 14 palloni da osservazione).
Alla fine delle ostilità, le perdite subite dalla Jasta furono sette piloti caduti in azione, uno deceduto in un incidente, un pilota catturato e cinque feriti. 

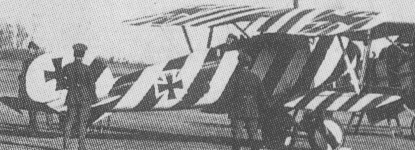
Albatros D.III (OAW) dell' Oblt. Josef Loeser

## Lista dei comandanti della Jagdstaffel 39
Di seguito vengono riportati i nomi dei piloti che si succedettero al comando della Jagdstaffel 39
| Grado        | Nome                   | Periodo                            |
| ------------ | ---------------------- | ---------------------------------- |
| Leutnant     | August Raben           | 2 agosto 1917 - 17 novembre 1917   |
| Leutnant     | Franz von Kerssenbrock | 17 novembre 1917 - 3 dicembre 1917 |
| Oberleutnant | Josef Loeser           | 3 dicembre 1917 - 4 aprile 1917    |
| Leutnant     | Johann Hesselink       | 4 aprile 1917 - novembre 1918      |

## Lista delle basi utilizzate dalla Jagdstaffel 39
- Hannover, Germania: 30 giugno 1917
- Ensisheim: 2 agosto 1917
- Aeroporto di Udine-Campoformido, Italia, 15 settembre 1917
- San Giacomo di Veglia, Italia
- Roveredo in Piano o Comina (Friuli-Venezia Giulia), Italia
- Cervada, Italia
- San Fior, Italia
- St. Loup, Champagne, Francia: marzo 1918
- Boncourt, Francia
- Guesnain, Francia
- Bapaume, Francia
- Rocourt-Saint-Martin, Francia
- Erre, Francia
- Bühl, Francia

## Lista degli assi che hanno prestato servizio nella Jagdstaffel 39
Di seguito vengono elencati i nomi dei piloti che hanno prestato servizio nella Jagdstaffel 39 con il numero di vittorie conseguite durante il servizio nella squadriglia e riportando tra parentesi il numero di vittorie aeree totali conseguite.
| Asso            | Vittorie |
| --------------- | -------- |
| Hans Nülle      | 11       |
| Wilhelm Hippert | 5 (8)    |
| Wilhelm Sommer  | 5        |
| Ludwig Gaim     | 5        |
| Bernhard Ultsch | 5 (12)   |
| Reinhold Jörke  | 4 (14)   |

## Lista degli aerei utilizzati dalla Jagdstaffel 39
- Albatros D.III
- Albatros D.V